# Enlightened (série de televisão)
Enlightened é uma série de televisão de comédia dramática estadunidense que estreou na HBO em 10 de outubro de 2011. A série foi criada por Mike White, que escreveu todos os episódios, e Laura Dern, que interpreta o papel principal de Amy Jellicoe.
Dern ganhou o Globo de Ouro de melhor atriz em série de comédia ou musical por seu papel na série, e o programa foi indicado ao Globo de Ouro de melhor série de comédia ou musical. Após duas temporadas, a HBO cancelou a série em março de 2013, em parte devido à baixa audiência, apesar da aclamação da crítica.

## Elenco

### Principal

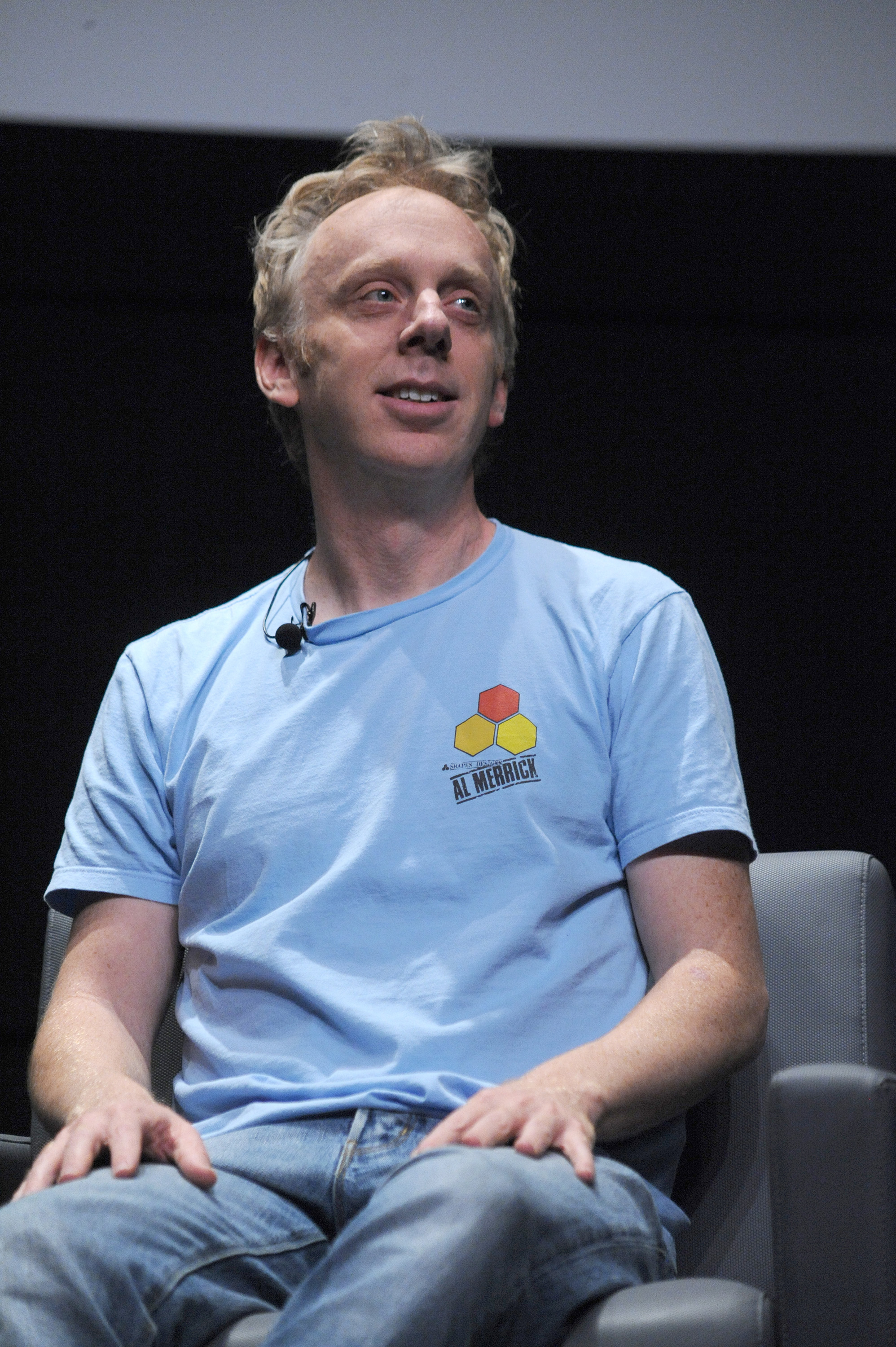
Mike White co-criou a série e atuou como produtor executivo.

- Laura Dern como Amy Jellicoe
- Luke Wilson como Levi Callow
- Diane Ladd como Helen Jellicoe
- Sarah Burns como  Krista Jacobs
- Timm Sharp como Dougie Daniels
- Mike White como Tyler

### Recorrente
- Amy Hill como Judy Harvey
- Charles Esten como Damon Manning
- Bayne Gibby como Connie
- Jason Mantzoukas como Omar
- Michaela Watkins como Janice
- Robin Wright como Sandy
- Molly Shannon como Eileen[4]
- Dermot Mulroney como Jeff Flender[5]
- James Rebhorn como Charles Szidon

## Episódios
| Temporada | Temporada | Episódios | Episódios | Originalmente exibido | Originalmente exibido  |
| Temporada | Temporada | Episódios | Episódios | Estreia da temporada  | Final da temporada     |
| --------- | --------- | --------- | --------- | --------------------- | ---------------------- |
|           | 1         | 10        | 10        | 10 de outubro de 2011 | 12 de dezembro de 2011 |
|           | 2         | 8         | 8         | 13 de janeiro de 2013 | 3 de março de 2013     |

## Recepção
No Rotten Tomatoes, a primeira temporada da série detém uma índice de aprovação de 79% com base em 29 críticas. O concesso crítico do site diz: "Enlightened é um programa notável e corajoso, exemplificando como uma série de televisão pode apresentar com sucesso diferentes elementos da psique humana". No Metacritic, a série tem uma média ponderada de 74 de 100, indicando "críticas geralmente favoráveis", com base em 22 avaliações.

### Audiência
| Temporada | Temporada | Ep. 1 | Ep. 2 | Ep. 3 | Ep. 4 | Ep. 5 | Ep. 6 | Ep. 7 | Ep. 8 | Ep. 9 | Ep. 10 |
| --------- | --------- | ----- | ----- | ----- | ----- | ----- | ----- | ----- | ----- | ----- | ------ |
|           | 1         | 210   | 198   | 231   | 134   | 95    | 155   | 117   | 151   | 189   | 236    |
|           | 2         | 300   | 202   | 247   | 204   | 217   | 272   | 126   | 220   | N/A   | N/A    |